# Европа 2020
Европа 2020 — европейская стратегия экономического развития на ближайшие 10 лет, принятая в 2010 году.

## Предпосылки принятия новой стратегии
В течение двух лет, предшествующих 2010 году, Европа, как и весь мир, столкнулись с тяжелейшим экономическим кризисом со времён Великой депрессии. В результате этого кризиса Европа замедлила своё экономическое развитие. Главными проблемами европейских стран стали: высокий уровень безработицы, медленный экономический рост, возрастающий уровень внешнего долга.
Несмотря на некоторое улучшение экономической ситуации в целом она остаётся нестабильной.
Лидеры стран-членов ЕС в процессе обсуждения проблем экономического развития Европы пришли к выводу о необходимости консолидации усилий выхода из кризиса и создания условий для устойчивого развития.
Разработанная стратегия «Европа 2020» даёт ответ на вопросы о путях выхода из кризиса и создания условий для устойчивого и всеобъемлющего роста и развития. Для достижения необходимых результатов Европе понадобится усиление управления экономикой.
Жозе Мануэль Баррозу о стратегии «Европа 2020».

 2010 год должен стать для Европы новым началом. После кризиса Европа должна стать сильней, чем раньше. Экономические реалии развиваются быстрее политических, как мы убедились на примере экономического кризиса. Следует признать, что возрастающая независимость экономики требует более решительных и согласованных действий на политическом уровне.
За последние 2 года очень возрос уровень безработицы. Это привело к увеличению долговых обязательств на многие года, а также к возрастанию социального напряжения. Проблемы европейской экономики вышли на поверхность. Будущее ЕС зависит от того, с какими результатами Европа выйдет из кризиса.
Для достижения устойчивого роста в будущем мы должны обозревать ситуацию более чем на ближайшее будущее. Европа должна вернуться в строй и остаться в нём — это основная задача стратегии «Европа 2020». Такой подход касается устранения безработицы, улучшения качества жизни граждан ЕС. Ближайшие несколько лет работы покажут, может ли Европа достичь разумного, устойчивого и всеобъемлющего роста, найти способы создания новых рабочих мест и обозначить направление развития для общества.
Европейская Комиссия предлагает пять основных направлений деятельности¸ которыми стоит руководствоваться европейским государствам: занятость; исследования и инновации; изменение климата и энергетика; образование; борьба с бедностью.
Цели «Европы 2020» амбициозны, но достижимы. Они подкреплены конкретными предложения, которые будут содействовать в их достижении. Флагманские инициативы, обозначенные в стратегии «Европа 2020», показывают, какой вклад ЕС готов внести в мировой экономический порядок. У ЕС есть все необходимые инструменты для управления новым экономическим порядком, который будет поддерживаться с помощью Внутреннего рынка, бюджета, предпринимательства, внешней политики, а также силами Экономического и Валютного Союза. Наш новый экономический курс требует скоординированных действий государств-членов ЕС, включая социальное партнерство и кооперацию в сфере вопросов гражданского общества. Если европейские государства будут действовать совместно, ЕС выйдет из кризиса победителем.

## Цели и основные факторы укрепления экономики в соответствии со стратегией Европа 2020
«Европа 2020» устанавливает три основных фактора укрепления экономики:
1. Разумный рост: развитие экономики, основанное на знаниях и инновациях.
2. Устойчивый рост: создание экономики, основанной на целесообразном использовании ресурсов, экологии и конкуренции.
3. Всеобъемлющий рост: способствование повышению уровня занятости населения, достижение социального и территориального согласия.

В соответствии со стратегией ставятся следующие основные цели, которых Европа собирается достичь к 2020 году:
1. 75 % населения в возрасте от 20 лет до 64 лет должны быть трудоустроены.
2. 3 % ВВП ЕС должно быть инвестировано в исследования и разработки.
3. Достижение целей энергетической политики и политики по поводу изменения климата (включая 30%-ное снижение загрязнения окружающей среды).
4. Доля учеников, бросивших школы, не должна превышать 10 %. Не менее 40 % молодежи должны иметь высшее образование.
5. Сокращение числа людей, находящихся в опасности оказаться за чертой бедности, на 20 млн.

## Приоритетные направления деятельности в рамках стратегии
Для достижения поставленных целей в качестве приоритетных выдвинуты следующие семь направления деятельности:
1. «Инновационный Союз». Объединение усилий для создания и внедрения инноваций, что позволит использовать инновационные идеи в производстве товаров и услуг. Это будет способствовать созданию новых рабочих мест и росту экономики.
2. «Движение Молодежи» . Повышение качества образования. Привлечение молодых людей на рынок труда.
3. «Развитие цифровых технологий в Европе». Ускорение повсеместного использования высокоскоростного интернета и предоставление возможностей участия физических и юридических лиц в общем цифровом коммерческом пространстве.
4. «Целесообразное использование ресурсов в Европе». Разумное использование источников энергии, переход на экономику с низким потреблением углеводородного сырья. Увеличение использования источников возобновляемой энергии. Модернизация транспортного сектора. Снижение зависимости роста экономики от количества потребляемых ресурсов.
5. «Индустриальная политика, направленная на глобализацию» . Улучшение условий для предпринимательства, в первую очередь для малого и среднего бизнеса. Развитие мощной и устойчивой промышленной базы для повсеместной глобализации.
6. План по развитию новых способностей и увеличению количества рабочих мест". Модернизация рынков труда. Повышение мобильности трудовых ресурсов. Предоставление возможностей для получения новых знаний и навыков, чтобы увеличить возможности для трудоустройства.
7. «Европейская платформа против бедности и социальной эксклюзии». Понижение уровня бедности в ЕС за счет расширения взаимодействия на всей территории Европейского Союза. За счет экономического развития и повышения занятости снизить уровень бедности на всей территории Европейского Союза.